# Trarego Viggiona
Trarego Viggiona (Tràrich in lombardo) è un comune italiano di 392 abitanti della provincia del Verbano-Cusio-Ossola in Piemonte.
Il comune è stato insignito, dal 2024, della Bandiera arancione dal Touring Club Italiano.

## Geografia fisica
Il comune si trova nei pressi del Lago Maggiore ma il suo territorio non ne raggiunge la costa. Si sviluppa in parte sulla sinistra idrografica della valle formata dal rio di Cannero e in parte in Val Cannobina, e culmina con i monte Spalavera e Vadà (1.814 m s.l.m.).

## Storia
Il comune è nato nel 1928 dalla fusione dei comuni Trarego e Viggiona.

### Eccidio di Trarego
Trarego è stato testimone di uno dei più feroci eccidi avvenuti nella provincia del VCO durante la seconda guerra mondiale: il 25 febbraio 1945 nove partigiani della Volante Cucciolo furono accerchiati dalle milizie fasciste della Milizia Confinaria al comando del Maggiore Martinez e del Capitano Nisi. Nel tentativo di sganciarsi, solo due (Carluccio Castiglioni e Nino Chiovini) riuscirono a salvarsi. Sugli altre sette, riparatisi in una conca a Promé, non solo si scaricarono sui feriti e poi sui morti tutte le munizioni, ma si procedette con colpi di calcio dei moschetti e mutilazioni da armi da taglio in vari parti del corpo. Anche due civili, passanti per caso nella zona, furono crivellati da decine di colpi. Portati i corpi dagli abitanti nel cimitero, il maggiore Martinez vietò i funerali e minacciò di incendiare il paese. Un paesano che aveva commentato ad alta voce l'accaduto fu prelevato e assassinato con decine di colpi e pugnalate pochi giorni dopo.
I caduti furono: Ivo Borella, 25 anni; Luigi Velati, 21 anni; Corrado Ferrari, 24 anni; Ermanno Giardini, 20 anni; Gastone Lubatti, 19 anni; Luigi Leshiera, 22 anni; Pierino Agrati, 25 anni: partigiani della Volante; Aldo Brusa e Primo Carmine, civili; Giuseppe Clair Gagliani, 54 anni.
Al massacro sono state dedicate pubblicazioni e ricerche, come La strage di Trarego (2003) di Michael Jakob, e Memoria di Trarego (2004) di studenti dell'istituto Cobianchi, e il docu-film Trarego memoria ritrovata (2007), di Lorenzo Camocardi, che propongono testimonianze di superstiti e di familiari e amici delle vittime, come l'ex-partigiano Gianni Maierna. 

### Simboli
Lo stemma e il gonfalone sono stati concessi con decreto del presidente della Repubblica del 22 dicembre 1954. Il gonfalone è un drappo partito di blu e di rosso.

### Onorificenze

#### Conferimento della Medaglia d'argento al merito civile
Il presidente della Repubblica, in data 26 giugno 2008, ha conferito al comune di Trarego Viggiona la Medaglia d'argento al merito civile in memoria delle vittime dell'eccidio di Trarego del 25 febbraio 1945. La richiesta era stata inoltrata nei mesi precedenti dal sindaco Renato Agostinelli citando le pubblicazioni sull'eccidio e “il bellissimo cortometraggio (Trarego memoria ritrovata, di Lorenzo Camocardi) che racconta i tragici fatti della Resistenza, veramente toccante e che ci viene ripetutamente richiesto”. La consegna ufficiale della medaglia è avvenuta il 25 febbraio 2009, 64º anniversario dell'eccidio, tramite il prefetto del Verbano Cusio Ossola.

## Monumenti e luoghi di interesse
- Chiesa parrocchiale di San Maurizio, a Viggiona, 1689.[7]
- Chiesa Vecchia di San Maurizio, a Viggiona, XIII secolo.[8]
- Oratorio della Beata Vergine delle Grazie “di campagna”, a Viggiona in Contrada Rodego, 1535.[9]
- Oratorio di San Rocco, a Cheglio, 1602.[10]
- Chiesa parrocchiale di San Martino, a Trarego, 1635.[11]
- Oratorio di Sant’Eurosia, in località Piazza, 1667.[12]

## Società

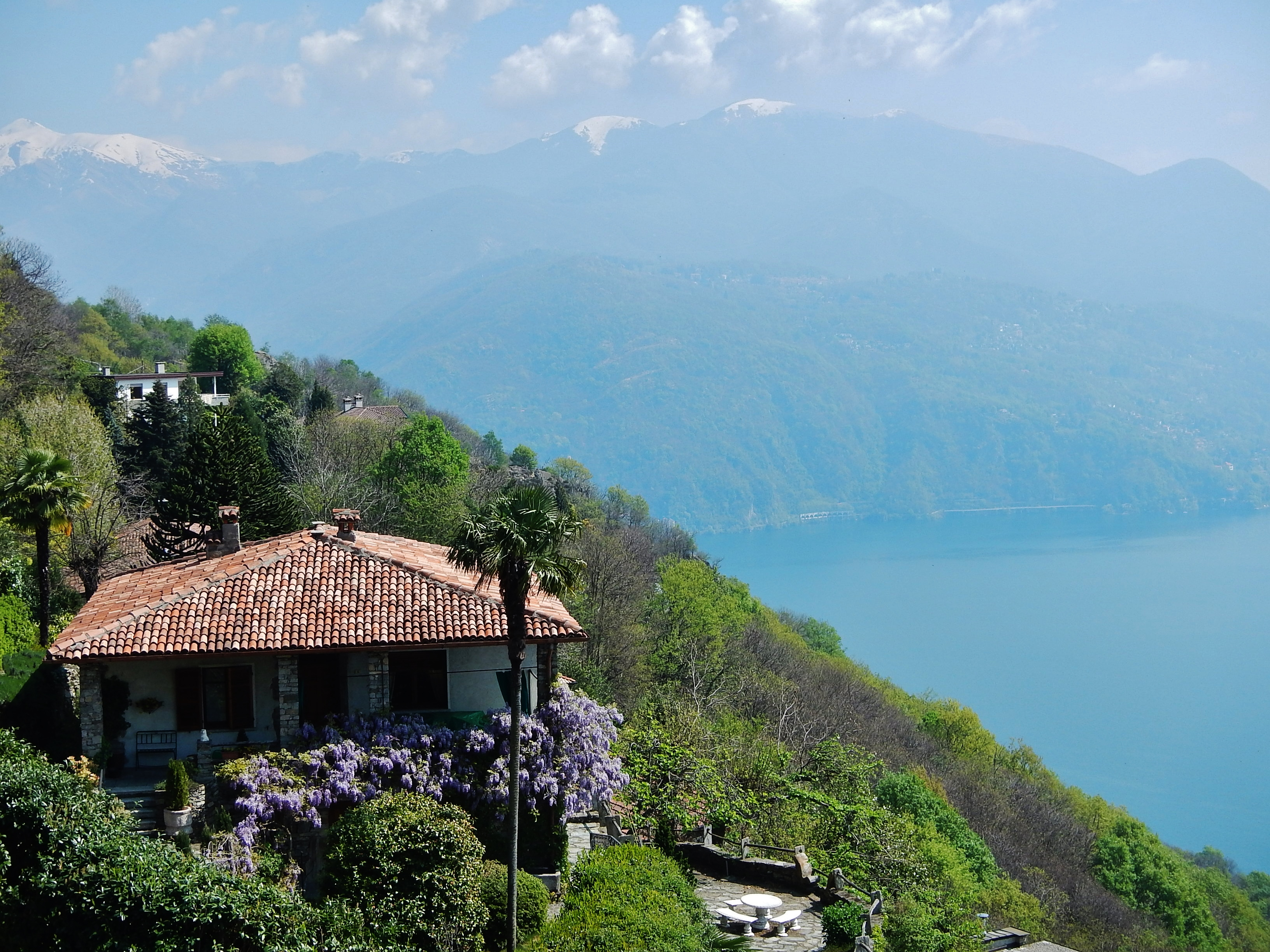
Case di Viggiona e il Lago.

### Evoluzione demografica
Abitanti censiti

## Cultura

### Musei
È presente il Museo Tattile di scienze naturali del Lago e della Montagna ha la particolarità di poter toccare con mano i materiali e gli elementi esposti che rappresentano i vari ambienti naturali della zona.

## Amministrazione

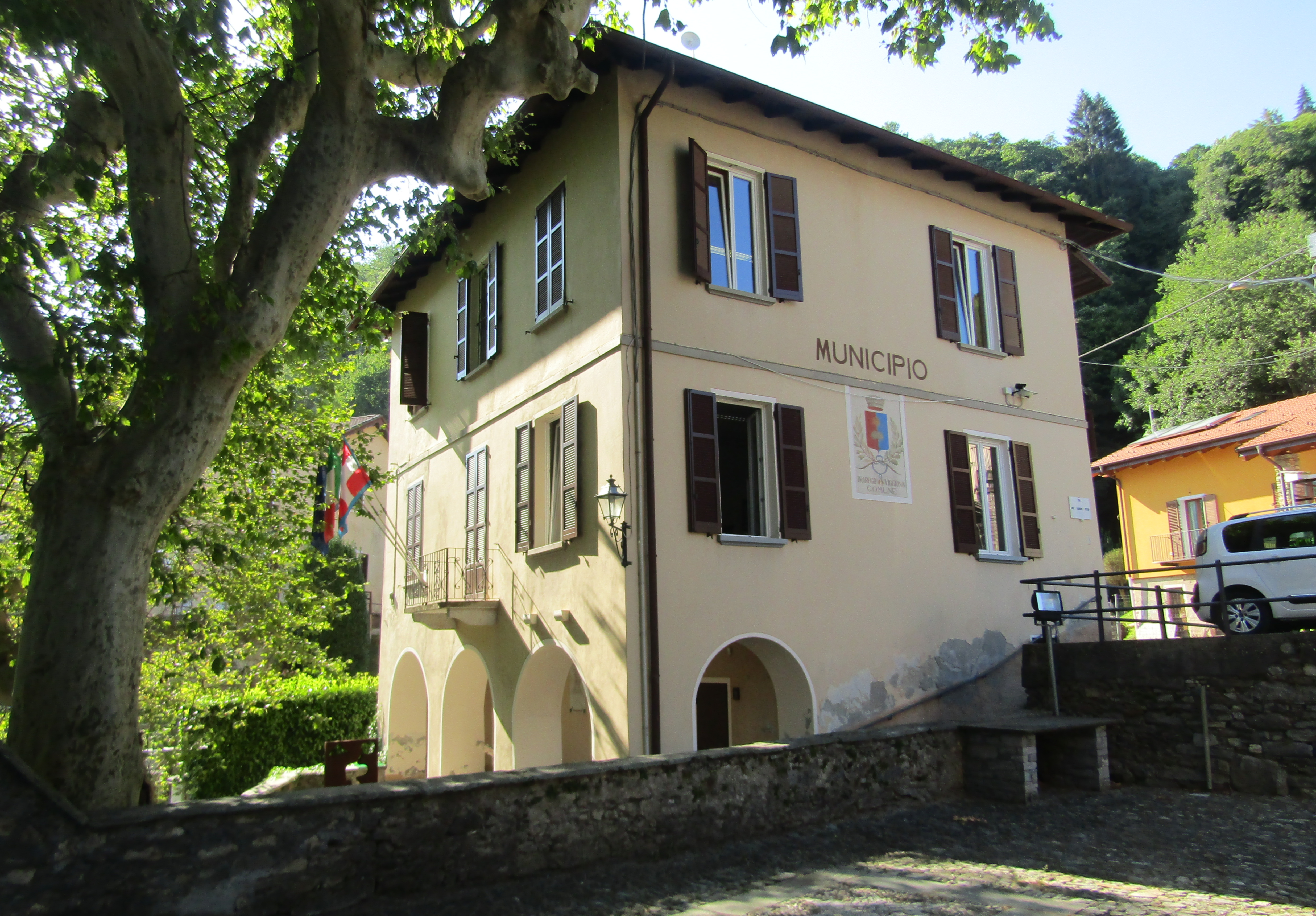
Il municipio

Di seguito è presentata una tabella relativa alle amministrazioni che si sono succedute nel comune.
| Periodo        | Periodo        | Primo cittadino             | Partito                                 | Carica  | Note   |
| -------------- | -------------- | --------------------------- | --------------------------------------- | ------- | ------ |
| 24 aprile 1995 | 14 giugno 1999 | Alessandro Panzacchi        | -                                       | Sindaco | [ 14 ] |
| 14 giugno 1999 | 14 giugno 2004 | Alessandro Panzacchi        | lista civica                            | Sindaco | [ 14 ] |
| 14 giugno 2004 | 29 maggio 2007 | Dario Cattaneo              | lista civica                            | Sindaco | [ 14 ] |
| 29 maggio 2007 | 7 maggio 2012  | Renato Fabrizio Agostinelli | lista civica                            | Sindaco | [ 14 ] |
| 7 maggio 2012  | 10 giugno 2017 | Renato Fabrizio Agostinelli | lista civica Uniti per Trarego-Viggiona | Sindaco | [ 14 ] |
| 10 giugno 2017 | 12 giugno 2022 | Renato Fabrizio Agostinelli | lista civica Uniti per Trarego-Viggiona | Sindaco | [ 14 ] |
| 12 giugno 2022 | in carica      | Sebastian Nicolai           | lista civica Coraggio e Futuro          | Sindaco | [ 14 ] |

### Altre informazioni amministrative
Il comune fa parte dell'unione di comuni del Lago Maggiore.
Il comune fa parte del raggruppamento turistico "Alto Lago Maggiore" a cui partecipano anche i comuni di Cannero, Cannobio e Oggebbio.